# Pterolophia wittmeri
Pterolophia wittmeri là một loài bọ cánh cứng trong họ Cerambycidae.